# بن گریتی
بن گریتی (انگلیسی: Ben Garrity؛ زادهٔ ۲۱ فوریهٔ ۱۹۹۷) بازیکن فوتبال است.